# Teacher’s Highland Cream

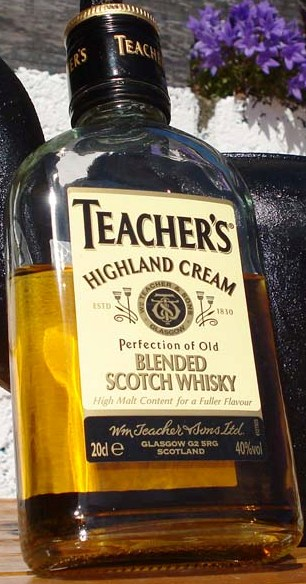

Teacher’s Highland Cream (рус. Тичер’с Хайленд Крим) — сорт шотландского купажированного виски. Его особенность — самое высокое содержание односолодового виски по сравнению с зерновыми из всех шотландских виски — 45 %. В его состав входит около 30 сортов виски, особое место среди которых занимает виски Ардмор (Ardmore), производимый со строгим соблюдением старинной технологии на последней винокурне Хайленда, где до сих пор ячмень высушивается на торфяном огне.

## История бренда
В 1830 году Уильям Тичер, женившись на дочке владельца бакалеи, получил лицензию на продажу алкоголя. Преобразовав обыкновенную лавку в dram shop — нечто среднее между традиционным британским пабом и российской рюмочной, он довольно быстро заметил, что большинство добропорядочных граждан (у которых, как правило, водятся деньги), избегает посещения подобных злачных мест. Тичер запретил брань и излишне громкие разговоры, а перебравших градусов посетителей немедля выдворял из заведения. Через некоторое время, его трактир стал самым крупным и популярным в Глазго. Возмужавшие сыновья помогли отцу расширить сеть заведений. В 1832 году Уильям Тичер начал производить собственный виски.
В 1856 году им была получена лицензия и он открывает магазин «Последняя капля».
В 1876 году Уильям Тичер умирает. Он завещал производство своим сыновьям — Уильяму-младшему и Адаму. Братья завершают начатый отцом переезд компании на площадь Св. Еноха. Здесь штаб-квартира Teacher’s находилась вплоть до 1991 года.
В 1884 году была зарегистрирована марка Teacher’s Highland Cream.
В 1887 году создана линейка виски «с австралийским акцентом» — Teacher’s Australian Bonded Whisky. Бочки с созревающим виски отдаются на корабли, путешествующие в Австралию и обратно. Таким образом, суда получают необходимый стабилизирующий балласт, позволяющий избегать крена, а виски — дополнительные месяцы созревания в дубовых бочках без необходимости арендовать дорогие складские помещения.
В 1899 году запущена винокурня Ardmore, производящая только односолодовый виски. Новое производство позволяло всегда иметь высококачественный односолодовый виски в нужных для купажирования количествах. А главное, оно позволяло гарантировать уникальный «дымный» вкус и аромат основного ингредиента купажа.
С 1903 года начался экспорт скотча в США.
В 1913 году запатентована «легко открывающаяся бутылка». Тичерс стали первыми, кто стал закупоривать бутылки пробками, для откупоривания которых не требовался штопор.
В 1933 году Teacher’s одним из первых реагирует на окончание сухого закона — и отправляет в США первую партию скотча на пароходе «Скифия». А спустя всего пять лет Highland Cream стал самым продаваемым скотчем в США.
Чтобы покрыть возросший после отмены ограничений спрос на виски, Teacher’s в 1957 году приобретает винокурню Glendronach в местечке Banffshire. Как и Ardmore, новая винокурня специализируется на производстве односолодового виски.
В 1967 начался выпуск новых бутылок овальной формы, в которых знаменитую Т-образную пробку заменила пробка в виде мерного стаканчика.
Компания Teacher Distillers LTD была в собственности семьи Тичер вплоть до 1976 года. С 2005 года она принадлежит алкогольной компании Beam Global Spirits & Wine Inc.
В настоящее время Teacher’s Highland Cream Scotch Blended Whisky распространяется по всему миру. Его можно купить более чем в 100 странах.
Кроме того, по данным производителя, Тeacher’s занимает третье место среди самых продаваемых скотчей в Великобритании и 49-ю позицию в мировом рейтинге крепких алкогольных напитков. Большие объёмы поставок Тeacher’s приходятся и на Бразилию.

## Другие продукты Teacher’s
В 1997 году появилась 12-летняя версия бленда — Teacher’s 50, в котором содержание односолодовых виски превышает 50 %. Этот виски предназначался в первую очередь для индийского рынка, где он прочно утвердился в качестве ведущего премиального купажированного скотча.
Новое радикальное обновление дизайна упаковки Тeacher’s Highland Cream Scotch Blended Whisky и Teacher’s 50 12YO Scotch Blended Whisky последовало в 2010 году.
В этом же году продуктовая линейка была дополнена Teacher’s Origin Scotch Blended Whisky — его отличительными чертами стали: крепость 42,8 % abv, «женитьба» в quarter casks и большой даже по меркам Teacher’s процент солодовых спиртов возрастом от 5 до 13 лет в составе — около 65 %. Он выдержан в 125-литровых бочках quarter casks и розлит без применения холодной фильтрации.
Teacher’s Single Malt — односолодовый виски, созданный эксклюзивно на винокурне Ardmore. Этот виски с двойной выдержкой полностью раскрывает характер фирменного односолодового спирта, присутствующего во всех продуктах Teacher’s .
Teacher’s 25 Year Old — самый выдержанный продукт, созданный, чтобы отметить 180-летнюю историю бренда. Он продается в керамической бутылке.